# Chromeo
Chromeo es un dúo canadiense de electrofunk, formado en el año 2001 en Montreal. Está conformado por Dave 1 (David Macklovitch, nacido el 7 de junio de 1978, que a su vez, es hermano de Alain Macklovitch, más conocido como A-Trak de Duck Sauce) en voces y en guitarra, y por P-Thugg (Patrick Gemayel, nacido en Líbano el 31 de julio de 1979) en teclados, sintetizador y efectos vocales.

## Historia
Ambos se conocieron en su juventud y se definen como el único grupo musical árabe-judío de todos los tiempos. Patrick Gemayel nació en el Líbano y se trasladó a Canadá a los 8 años de edad. Dave tiene un doctorado en literatura francesa y enseña en la Universidad de Columbia.
El dúo se reunió a mediados de la década de 1990 en el Collège Stanislas de Montreal cuando Macklovitch se unió a la banda de Gemayel, en la época en que ambos tenían 15 años. Durante este tiempo, el hermano menor de Macklovitch, A-Trak gana la competencia anual de DMC, consagrándose como Campeón del Mundo en 1997.
En sus inicios, la banda estaba orientada al hip hop. Además, en este momento, Tiga trabajaba con Dave 1 en una tienda de discos y le propuso a Dave 1, trabajar en un proyecto para su sello, Turbo. Dave 1 y P-Thugg firmaron como Chromeo en 2004, pero ya tenían algunas producciones creadas desde 2002.
Su álbum debut, "She's in Control", fue lanzado en 2004. Las críticas fueron en general favorables, comparándolos con el sonido retro de la década de 1980, con grupos como Hall & Oates, Klymaxx y Sylvester. "Needy Girl" su sencillo debut, se convirtió en un éxito mundial de gran aceptación en las discotecas. Según comentó Dave 1, "She's in Control, no conseguía explotar. Pero teníamos "Needy Girl" y fue como un pasaporte musical." En 2005, lanzan una compilación de mezclas con pistas de funky dance bajo el sello belga, Eskimo, titulado “Un Joli Mix Pour Toi”. A principios de 2007, fue el grupo soporte del grupo de rock indie Bloc Party, en su gira británica.
Después de un intervalo musical de tres años, lanzaron su segundo álbum en 2007, Fancy Footwork, que también fue recibido positivamente por la crítica, y logró obtener el puesto número 11 en las listas de álbumes dance/electrónico de la revista Billboard. El álbum les permitió llevar a cabo, una gira mundial de dos años actuando en festivales como Glastonbury, Reading y Leeds en el Reino Unido, Fujirock en Japón, Islandia Airwaves en Islandia, en el festival de música en Pemberton, Canadá y en Coachella, Bonnaroo, Rothbury Festival y Lollapalooza, en los Estados Unidos.
También tuvieron la oportunidad de participar en el proyecto DJKicks, publicado por el sello alemán !K7, en el que los representantes más exitosos del género electrónico compilan en una revisión exclusiva sus canciones favoritas.
El 14 de septiembre de 2010, lanzan su tercer álbum de estudio titulado Business Casual recibiendo nuevamente críticas aceptables, y llegó a ingresar por primera vez al Billboard 200, posicionándose en la ubicación #70. y obtuvo un respetable cuarto lugar en el Dance/Electronic Albums de la revista Billboard.
En marzo de 2011, Chromeo anunció que había registrado el "álbum más corto del mundo", titulado Drive Time, que consta de 55 canciones en solo 183 segundos, pero finalmente era un micro-disco que incluía un Sistema global de navegación por satélite, promocionado para el modelo de celulares Nokia SatNav.
En 2013, anunciaron la grabación de su cuarto álbum de estudio titulado White Women. Tuvo su lanzamiento en mayo de 2014, obteniendo el número 11 del Billboard 200 y la sexta ubicación en la lista de álbumes de Canadá. De este se desprendió su primer adelanto, "Over Your Shoulder". Le sucedieron sencillos como «Come Alive», con la colaboración de Toro Y Moi y «Jealous (I Ain't With It)», logrando este último ubicarse en el número 12 del Canadian Hot 100.

## Discografía

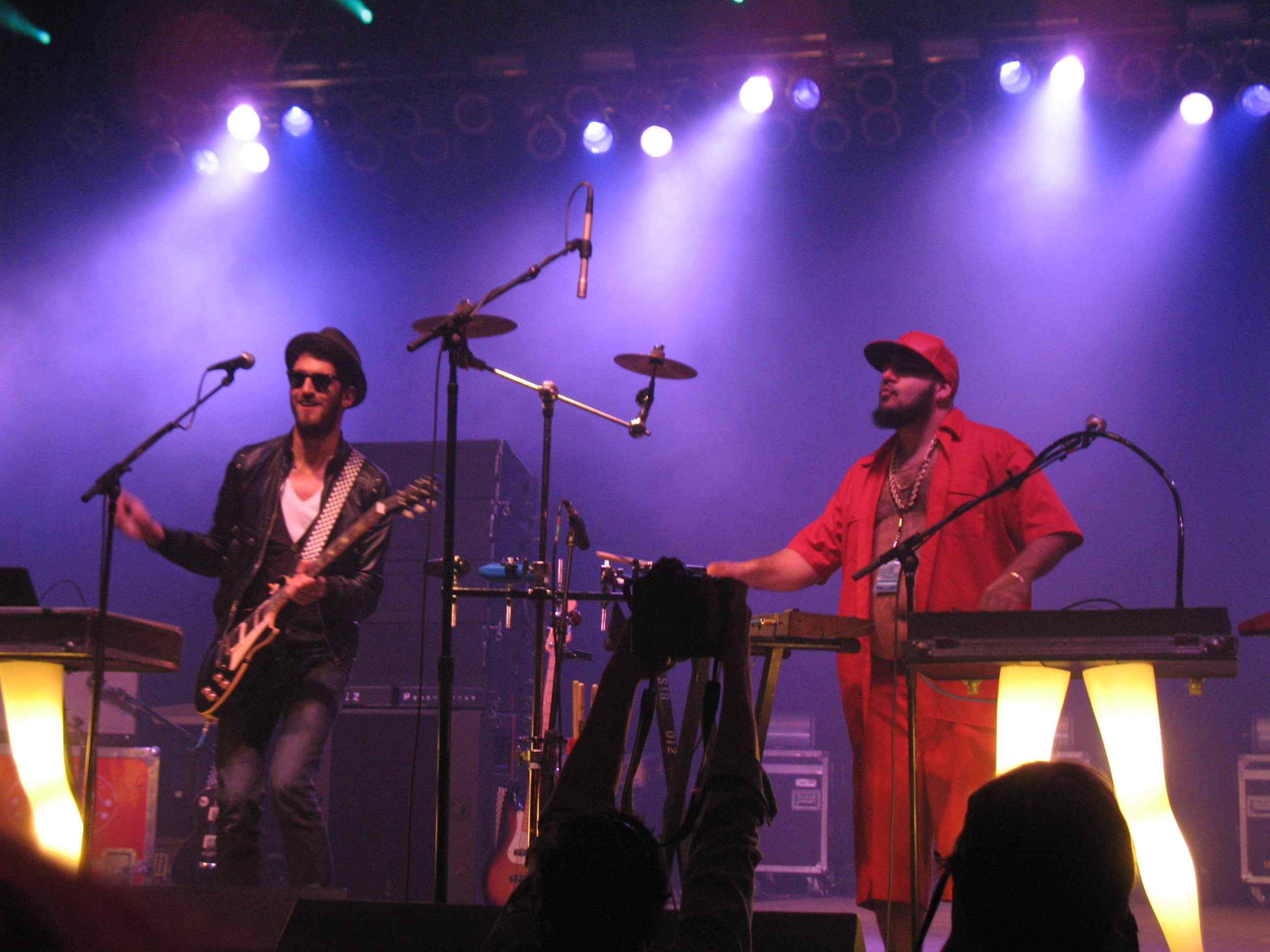
Chromeo en concierto en el festival Bonnaroo Music, en 2008.

### Álbumes
En estudio
| Año  | Título              | Mejores posiciones | Mejores posiciones | Mejores posiciones | Mejores posiciones | Mejores posiciones |
| Año  | Título              | CAN                | EUA                | EUA Dance          | R.U.               | AUS                |
| ---- | ------------------- | ------------------ | ------------------ | ------------------ | ------------------ | ------------------ |
| 2004 | She's in Control    | —                  | —                  | —                  | —                  | —                  |
| 2007 | Fancy Footwork      | —                  | —                  | 11                 | —                  | —                  |
| 2010 | Business Casual     | 44                 | 70                 | 4                  | 151                | —                  |
| 2014 | White Women         | 6                  | 11                 | 1                  | 42                 | 50                 |
| 2018 | Head over Heels     | -                  | -                  | -                  | -                  | -                  |
| 2020 | Quarantine Casanova | -                  | -                  | -                  | -                  | -                  |
| 2024 | Adult Contemporary  | -                  | -                  | -                  | -                  | -                  |

En directo
- 2021: Date night: Chromeo live!

Compilaciones
- 2003: LeMix [Turbo Recordings]
- 2005: Un Joli Mix Pour Toi [Eskimo Recordings]
- 2008: Chromeo: The Remixes [Turbo Recordings]
- 2006: Ce Soir on Danse [Disque Primeur]
- 2009: DJ-Kicks: Chromeo [Studio !K7]

### Sencillos
| Año  | Título                                       | Mejores posiciones en listas | Mejores posiciones en listas | Mejores posiciones en listas | Mejores posiciones en listas | Mejores posiciones en listas | Álbum                           |
| Año  | Título                                       | CAN                          | BEL (Fla)                    | BEL (Val)                    | R.U.                         | SUE                          | Álbum                           |
| ---- | -------------------------------------------- | ---------------------------- | ---------------------------- | ---------------------------- | ---------------------------- | ---------------------------- | ------------------------------- |
| 2002 | «You're So Gangsta»                          | —                            | —                            | —                            | —                            | —                            | She's In Control                |
| 2003 | «Destination: Overdrive»                     | —                            | —                            | —                            | —                            | —                            | She's In Control                |
| 2003 | «Needy Girl»                                 | —                            | —                            | —                            | 189                          | 29                           | She's In Control                |
| 2004 | «Me & My Man»                                | —                            | —                            | —                            | —                            | —                            | She's In Control                |
| 2005 | «Rage!»                                      | —                            | —                            | —                            | —                            | —                            | She's In Control                |
| 2007 | «Tenderoni»                                  | —                            | —                            | —                            | —                            | —                            | Fancy Footwork                  |
| 2007 | «Fancy Footwork»                             | —                            | —                            | —                            | 185                          | —                            | Fancy Footwork                  |
| 2007 | «Bonafied Lovin'»                            | —                            | —                            | —                            | —                            | —                            | Fancy Footwork                  |
| 2008 | «Momma's Boy»                                | —                            | —                            | —                            | —                            | —                            | Fancy Footwork                  |
| 2009 | «I Can't Tell You Why»                       | —                            | —                            | —                            | —                            | —                            | I Can't Tell You Why (DJ-Kicks) |
| 2009 | «Night By Night»                             | —                            | —                            | —                            | —                            | —                            | Business Casual                 |
| 2010 | «Don't Turn The Lights On»                   | —                            | —                            | —                            | —                            | —                            | Business Casual                 |
| 2010 | «Hot Mess» (con Elly Jackson)                | —                            | —                            | 58                           | —                            | —                            | Business Casual                 |
| 2011 | «When The Night Falls» (con Solange Knowles) | —                            | —                            | —                            | —                            | —                            | Business Casual                 |
| 2013 | «Over Your Shoulder»                         | —                            | —                            | —                            | —                            | —                            | White Women                     |
| 2013 | «Sexy Socialite»                             | —                            | —                            | —                            | —                            | —                            | White Women                     |
| 2014 | «Come Alive» (con Toro y Moi)                | —                            | 84                           | —                            | —                            | —                            | White Women                     |
| 2014 | «Jealous (I Ain't With It)»                  | 12                           | 55                           | 54                           | —                            | —                            | White Women                     |
| 2015 | «Old 45s»                                    | —                            | —                            | —                            | —                            | —                            | White Women                     |

### Colaborando con otros artistas
| Año  | Título              | Artista(s)     | Álbum                |
| ---- | ------------------- | -------------- | -------------------- |
| 2006 | "I Am Somebody"     | DJ Mehdi       | Lucky Boy At Night   |
| 2008 | "Chrome Knight"     | Surkin         | Next Of Kin          |
| 2009 | "So Down"           | Yuksek         | Away From The Sea    |
| 2010 | "She's A Superstar" | Aeroplane      | Superstar (Single)   |
| 2014 | "Legs"              | Chuck Inglish  | Convertibles         |
| 2015 | "Future Is Mine"    | DJ Cassidy     | Paradise Royale      |
| 2015 | "Lies"              | Dillon Francis | This Mixtape Is Fire |

### Remixes
- 2004: Cut Copy – “Future”
- 2004: Sebastien Tellier – “Ketchup vs. Genocide”
- 2006: Lenny Kravitz – “Breathe”
- 2007: Feist – “Sealion”
- 2008: Treasure Fingers – “Cross the Dancefloor”
- 2008: Death From Above 1979 – “Blood On Our Hands”
- 2008: Vampire Weekend – “The Kids Don't Stand a Chance”
- 2009: Tiga – “What You Need”
- 2011: Mayer Hawthorne – “A Long Time”
- 2013: Boys Noize – “What You Want”
- 2013: Donna Summer – “Love Is in Control (Finger on the Trigger)” (Chromeo & Oliver Remix)
- 2021: Daði Freyr – "10 Years"

## Premios y nominaciones
| Año  | Tipo                       | Categoría                                                   | Resultado |
| ---- | -------------------------- | ----------------------------------------------------------- | --------- |
| 2007 | CBC Radio 3 - Bucky Awards | Best Sweatin' to the Indies Workout Song - "Fancy Footwork" | Ganador   |
| 2007 | Left Field Woodie          | Mejor artista                                               | Ganador   |
| 2008 | MTV Video Music Awards     | Mejor banda                                                 | Nominado  |
| 2008 | Premios Juno               | Mejor grabación del año - "Fancy Footwork"                  | Nominado  |
| 2011 | MTV Video Music Awards     | Mejores efectos especiales ("Don't Turn The Lights On")     | Nominado  |
| 2011 | Premios Juno               | Mejor grabación del año - "Business Casual"                 | Nominado  |